# Saxifraga rotundifolia
Saxifraga rotundifolia es una especie de planta alpina perteneciente al género Saxifraga.

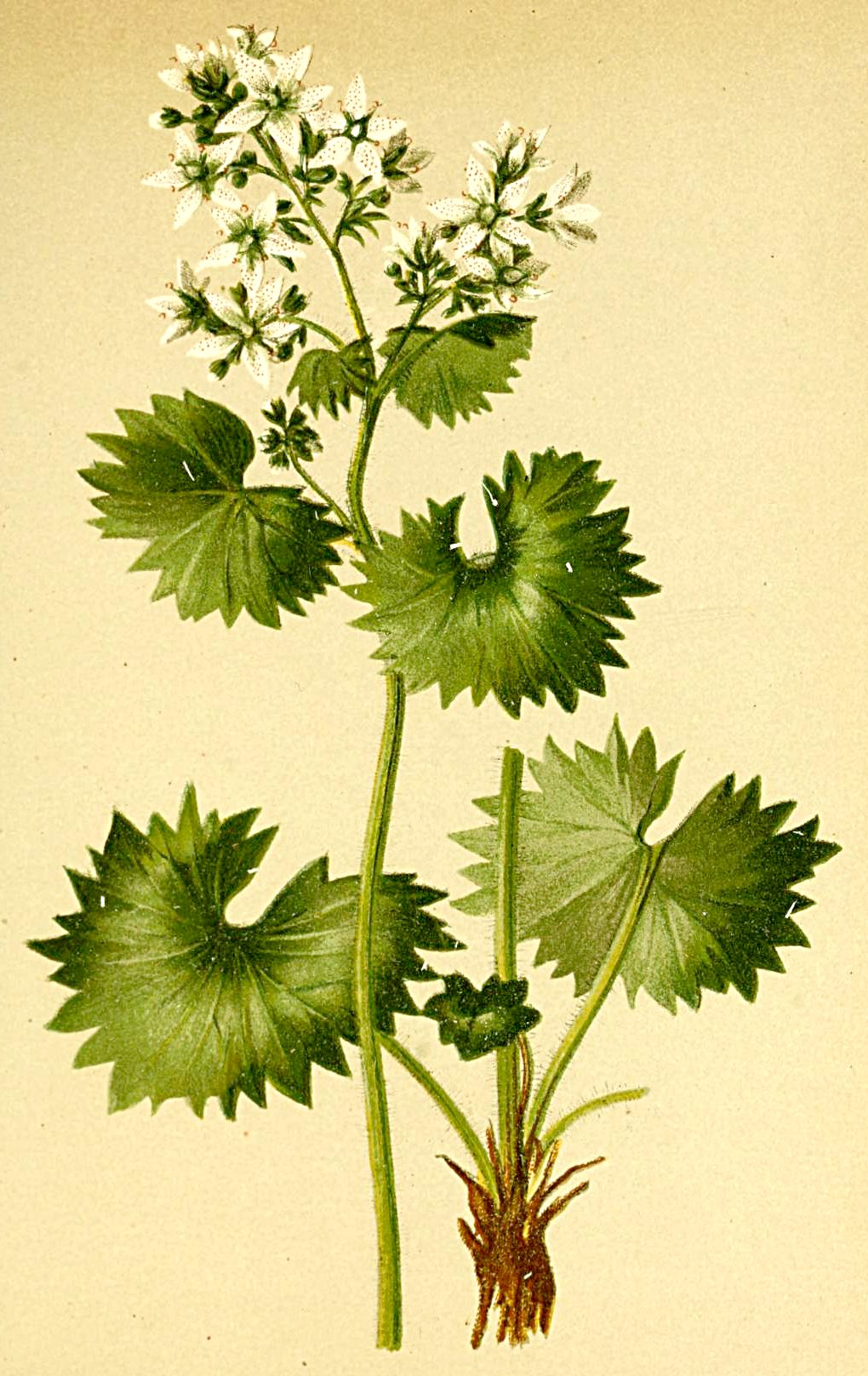
Ilustración

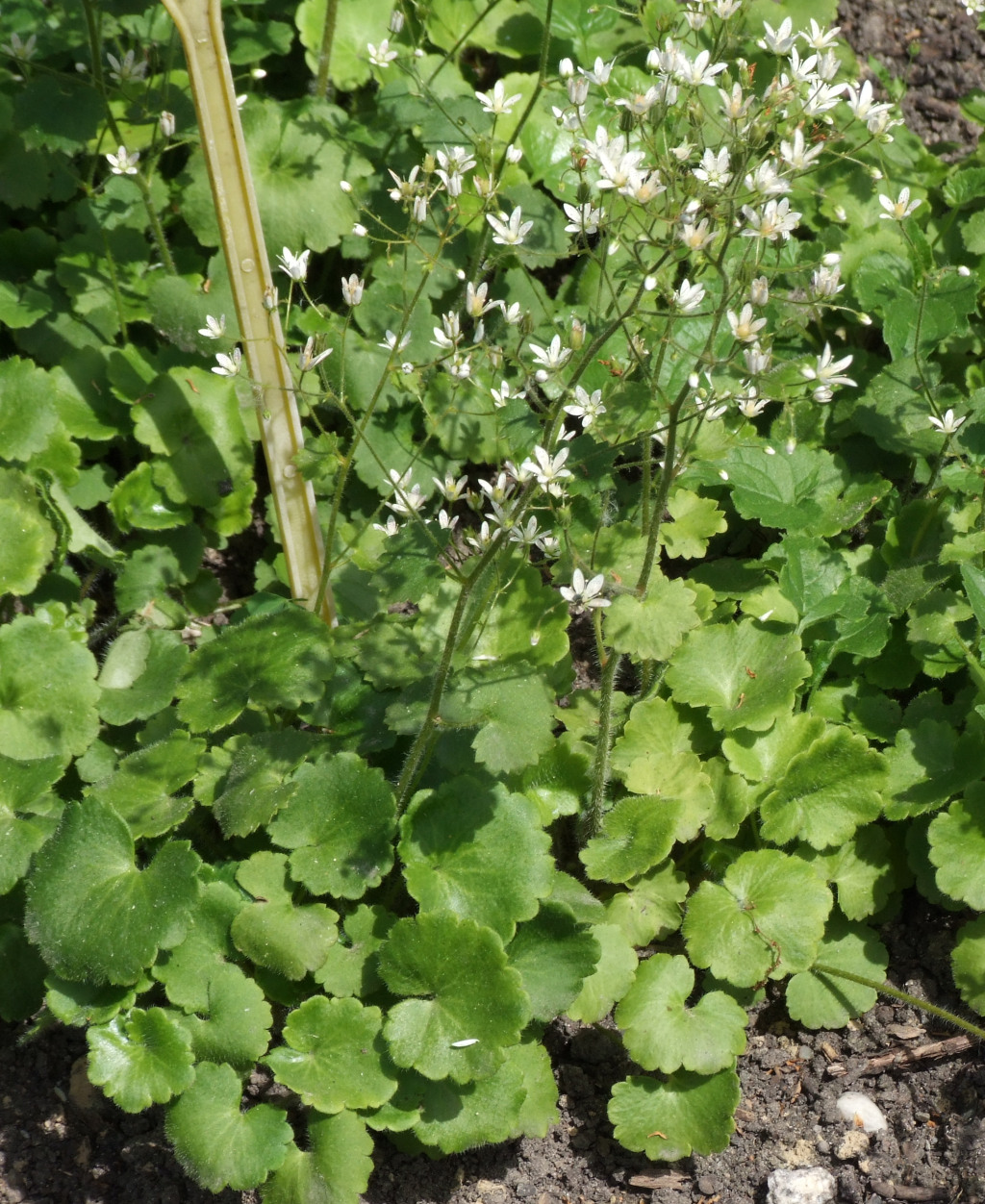
Vista de la planta

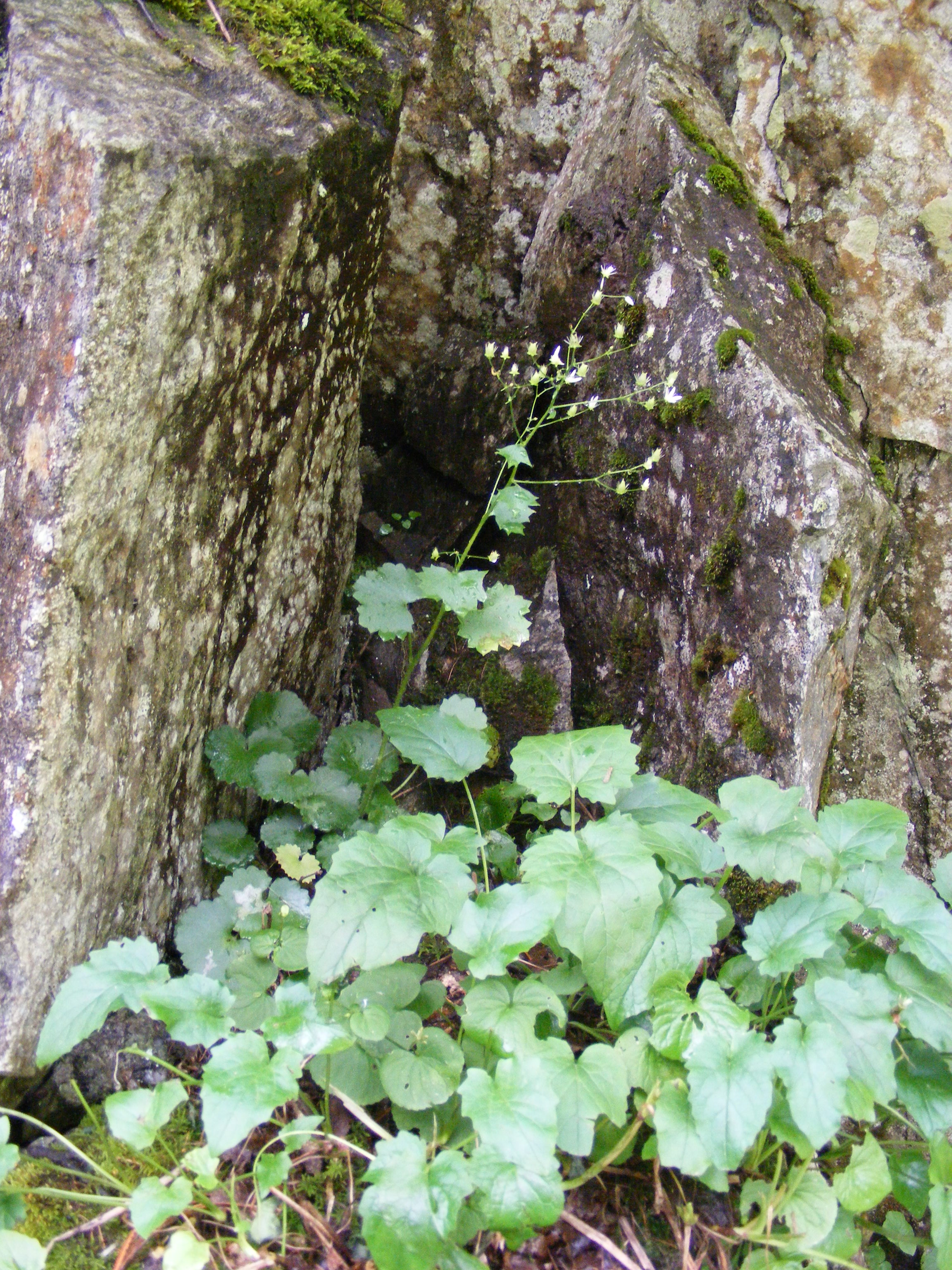
En su hábitat

## Descripción
Saxifraga rotundifolia puede alcanzar una altura de 20 a 50 centímetros. Es una planta perenne herbácea que tiene hojas carnosas dispuestas en una densa roseta basal. Las hojas son pecioladas (hasta 10 cm), de hasta 5 cm de diámetro, de color verde oscuro, peludas, simples, redondeadas o casi en forma de corazón, rodeado por numerosas muescas triangulares. La floración en tallos son erectas, pubescentes, ramificadas en la parte superior, teniendo panículas estrechas de flores en forma de estrella. Estas flores tienen cinco pétalos lanceolados, generalmente de color blanco con numerosos y diminutas motas de color rosa-púrpura. Florecen de abril a agosto.

## Distribución
Esta especie está presente en la Europa central y meridional de la península ibérica, los Alpes y los Balcanes.

## Hábitat
Saxifraga rotundifolia  prefiere bosques sombríos, acantilados, suelos pedregosos y los márgenes de los arroyos en la cota de 700-2,200 metros sobre el nivel del mar.

## Taxonomía
Saxifraga rotundifolia fue descrita por Carlos Linneo y publicado en Species Plantarum 1: 403. 1753.
Etimología
Saxifraga: nombre genérico que viene del latín saxum, ("piedra") y frangere, ("romper, quebrar"). Estas plantas se llaman así por su capacidad, según los antiguos, de romper las piedras con sus fuertes raíces. Así lo afirmaba Plinio, por ejemplo.
rotundifolia: epíteto latino que significa "con hojas redondas".
Variedades aceptadas
- Saxifraga rotundifolia subsp. chrysospleniifolia (Boiss.) D.A.Webb

Sinonimia
- Geum rotundifolium (L.) Moench
- Miscopetalum rotundifolium (L.) Haw.
- Saxifraga angulosa Schott, Nyman & Kotschy
- Saxifraga fonticola A.Kern.
- Saxifraga heucherifolia Griseb. & Schenk
- Saxifraga heuffelii Schott, Nyman & Kotschy
- Saxifraga lasiophylla Schott
- Saxifraga olympica Boiss.
- Saxifraga rotundifolia var. apennina D.A.Webb[3]

## Nombre común
- Castellano: saxífraga de hoja redonda.[4]